# Kanton Mareuil
Kanton Mareuil (francouzsky Canton de Mareuil) je francouzský kanton v departementu Dordogne v regionu Akvitánie. Tvoří ho 14 obcí.

## Obce kantonu
- Beaussac
- Champeaux-et-la-Chapelle-Pommier
- Les Graulges
- Léguillac-de-Cercles
- Mareuil
- Monsec
- Puyrenier
- La Rochebeaucourt-et-Argentine
- Rudeau-Ladosse
- Saint-Crépin-de-Richemont
- Sainte-Croix-de-Mareuil
- Saint-Félix-de-Bourdeilles
- Saint-Sulpice-de-Mareuil
- Vieux-Mareuil